# Австралия на летних Олимпийских играх 1924
Австралия принимала участие в Летних Олимпийских играх 1924 года в Париже (Франция) в седьмой раз за свою историю, и завоевала три золотые, две бронзовые и одну серебряную медали. Сборная страны состояла из 36 спортсменов (35 мужчин, 1 женщина).

## Медалисты
| Медаль  | Спортсмен                                              | Вид спорта      | Дисциплина                               |
| ------- | ------------------------------------------------------ | --------------- | ---------------------------------------- |
| Золото  | Эндрю Чарлтон                                          | Плавание        | Мужчины, 1500 м вольным стилем           |
| Золото  | Ричмонд Ив                                             | Прыжки в воду   | Мужчины, простые прыжки с вышки          |
| Золото  | Ник Винтер                                             | Лёгкая атлетика | Мужчины, тройной прыжок                  |
| Серебро | Эндрю Чарлтон Фрэнк Борепейр Морис Кристи Эрнест Генри | Плавание        | Мужчины, эстафета 4×200 м вольным стилем |
| Бронза  | Эндрю Чарлтон                                          | Плавание        | Мужчины, 400 м вольным стилем            |
| Бронза  | Фрэнк Борепейр                                         | Плавание        | Мужчины, 1500 м вольным стилем           |

## Результаты соревнований

### Академическая гребля
Соревнования по академической гребле проходили на реке Сена в северо-западном предместье Парижа Аржантёе. В зависимости от дисциплины в финал соревнований попадал либо победитель заезда, либо гребцы, занявшие первые два места. В ряде дисциплин спортсмены, пришедшие на предварительном этапе к финишу вторыми, получали право продолжить борьбу за медали в отборочном заезде. В финале участвовали 4 сильнейших экипажа.
Мужчины
| Соревнование | Спортсмены | Первый раунд | Первый раунд | Первый раунд | Отборочный заезд | Отборочный заезд | Финал | Финал |
| Соревнование | Спортсмены | Заезд        | Время        | Место        | Время            | Место            | Время | Место |
| ------------ | ---------- | ------------ | ------------ | ------------ | ---------------- | ---------------- | ----- | ----- |
| одиночки     | Артур Булл | 1            | 7:19,0       | 1 Q          | не участвовал    | не участвовал    | DNF   | 4     |